# Palotay Árpád
Palotay Árpád Gyula, írásváltozata Palotai, született Schwarz Árpád (Újpest, 1880. július 17. – Budapest, 1950. december 23.) operaénekes (basszus) és -rendező, énektanár. Budanovits Mária opera-énekesnő férje. Működése legjelentősebb területe a feleségével közös tanítás volt, sok híressé vált énekest indítottak el a pályán.

## Élete
Schwarz Adolf és Fischer Nanetta gyermekeként izraelita családban született. Rákosi Szidi színiiskoláját végezte Budapesten, majd Berlinben tanult énekelni. 1911. június 15-én Budapesten házasságot kötött Monheit Mária színésznővel. 1915-ben elváltak. 1917. június 27-én ismét megházasodott, második felesége Budanovits Mária opera-énekesnő volt.
A Király Színházban operettekkel indult pályája, majd a Népoperához szerződött. Az itteni működés után Berlinben Max Reinhardt társulatának lett tagja. Az első világháború idején visszatért a magyar fővárosba, játszott a Belvárosi Színházban, majd 1918-ban a Medgyaszay Színház művésze lett. Ennek csődje után, 1919 őszén magánénekesnek szerződtette az Operaház. 1919. október 8-án a  La Traviata Douphol bárójaként debütált. Főként kisebb, comprimario-szerepeket alakított egészen az 1940/41-es évad végéig.
1933-ban könyvtárossá és segédrendezővé, később rendezővé nevezték ki. Ebben az időszakban kezdett magántanítványokkal foglalkozni. A felszabadulás után az Opera énekmestere lett és ezt a posztot töltötte be 1948-ig.
Feleségével közös sírja a Farkasréti temetőben található [28–1–8].

## Szerepei

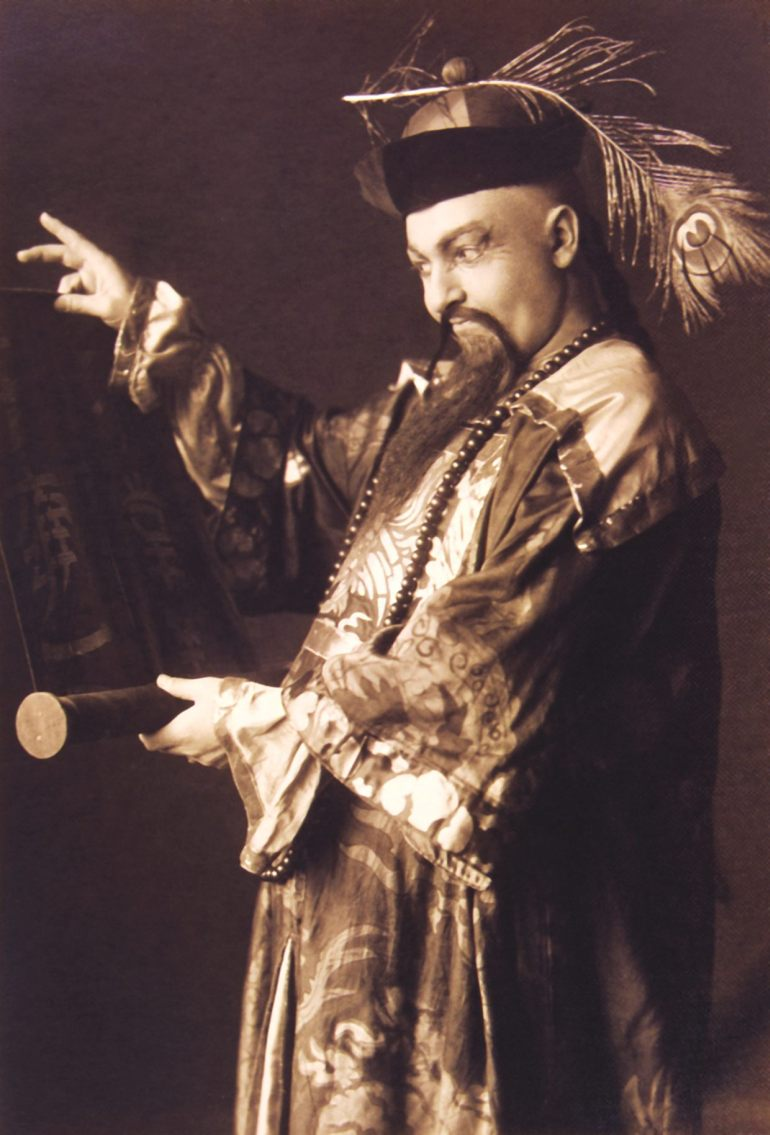
Puccini: Turandot – Egy mandarin szerepében, 1927-ben (Vajda M. Pál felvétele)

- Eugen d’Albert: Hegyek alján – Moruccio
- Georges Bizet: Carmen – Zuniga; Morales
- Clement Károly: Trilby – Talbot Wynne
- Pjotr Iljics Csajkovszkij: Jevgenyij Anyegin – Zareckij
- Léo Delibes: Lakmé – Frederick
- Dohnányi Ernő: A tenor – Schulze
- Dohnányi Ernő: A vajda tornya – 1. harcos
- Erkel Ferenc: Hunyadi László — Rozgonyi
- Erkel Ferenc: Bánk bán – II. Endre
- Umberto Giordano: Fedora – Lorek
- Goldmark Károly: Sába királynője – Baál Hanán
- Charles Gounod: Faust – Wagner
- Jacques Fromental Halévy: A zsidónő – Ruggiero; Alberti
- Hubay Jenő: A cremonai hegedűs – A podesta
- Hubay Jenő: Karenina Anna – Scserbackij herceg
- Engelbert Humperdinck: Jancsi és Juliska – Péter
- Wilhelm Kienzl: A bibliás ember – Frigyes
- Kodály Zoltán: Háry János... – Az abonyi kocsmáros
- Jules Massenet: Manon – Des Grieux gróf; De Brétigny
- Giacomo Meyerbeer: A hugenották – De Thou
- Giacomo Meyerbeer: Észak csillaga – Tiszt
- Giacomo Meyerbeer: A próféta – Oberthal gróf
- Carl Millöcker: A koldusdiák – Ollendorf
- Mozart: Figaro házassága – Antonio
- Jacques Offenbach: Hoffmann meséi – Schlemil
- Poldini Ede: Farsangi lakodalom – Andris
- Poldini Ede: A csavargó és a királyleány – A király
- Giacomo Puccini: Manon Lescaut – Egy tiszt
- Giacomo Puccini: Bohémélet – Colline
- Giacomo Puccini: Tosca – Cesare Angelotti
- Giacomo Puccini: Pillangókisasszony – Bonzo
- Giacomo Puccini: A Nyugat lánya – Sid
- Giacomo Puccini: Turandot – Egy mandarin
- Johann Strauss: A denevér – Dr. Falke
- Johann Strauss: A cigánybáró – Gábor diák
- Richard Strauss: Salome – Első katona
- Szabados Béla: Fanni – Fodor
- Ambroise Thomas: Mignon – Laertes
- Ambroise Thomas: Hamlet – Polonius
- Giuseppe Verdi: Rigoletto – Monterone gróf; Ceprano gróf
- Giuseppe Verdi: La Traviata – Douphol báró; D’Obigny márki
- Giuseppe Verdi: A végzet hatalma – Fra Melitone
- Richard Wagner: Tannhäuser... – Biterolf
- Richard Wagner: Lohengrin – A király hirdetője
- Richard Wagner: A nürnbergi mesterdalnokok – Hermann Ortel
- Richard Wagner: A Rajna kincse – Donner
- Richard Wagner: Az istenek alkonya – 1. vitéz
- Carl Maria von Weber: A bűvös vadász – Samiel
- Ermanno Wolff-Ferrari: Sly – Egy katona